# الی سیموندز
الی سیموندز (به انگلیسی: Ellie Simmonds) (زادهٔ ۱۱ نوامبر ۱۹۹۴) شناگر اهل بریتانیا است.